# ملح معالج باليود

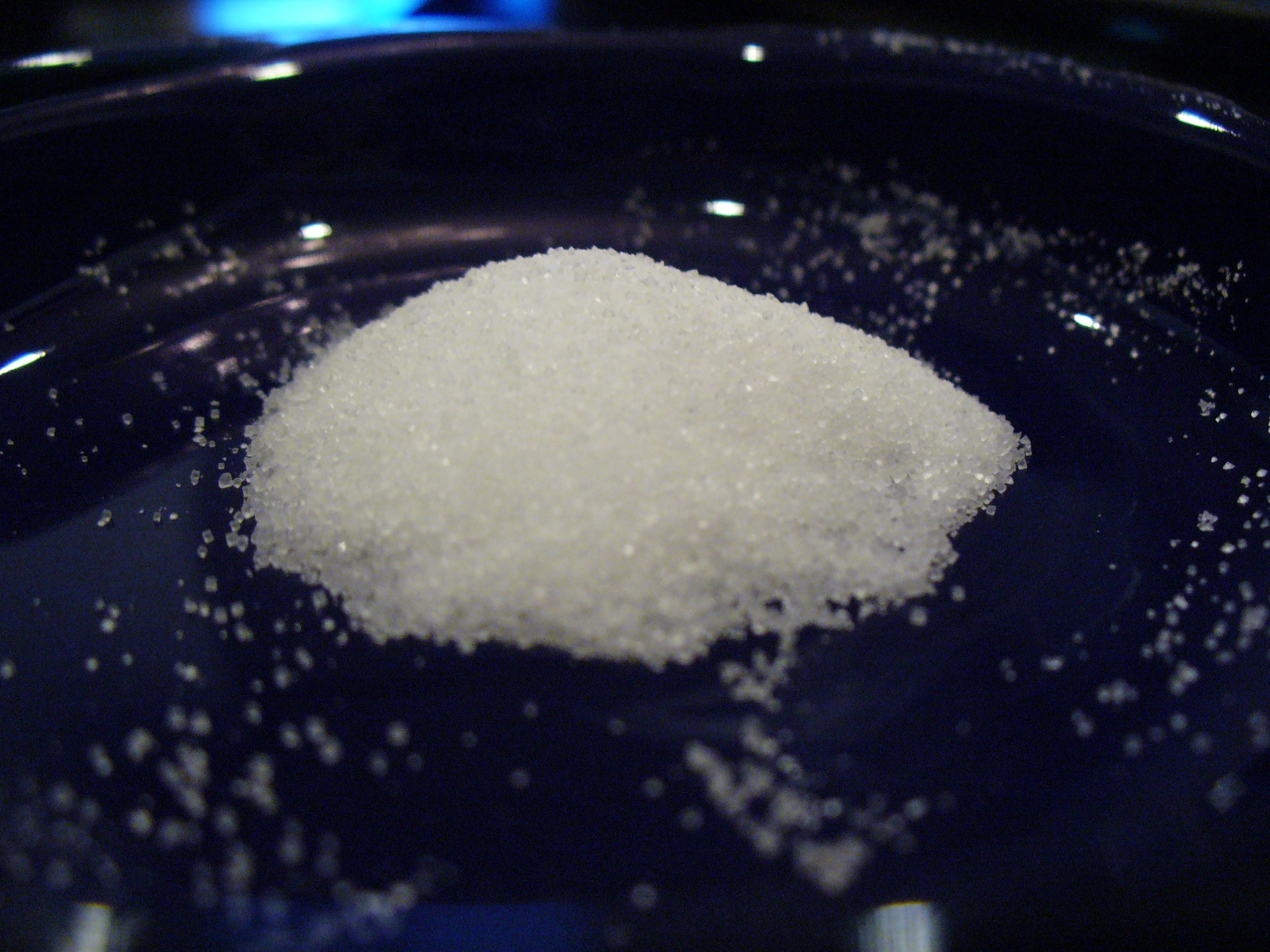
كومة من االملح المعالج باليود

الملح المعالج باليود أو الملح الميودن  هو ملح طعام مخلوط بكميات صغيرة جدا من أملاح عنصر اليود. استهلاك عنصر اليود مهم للوقاية من نقص اليود والذي يعاني منه حوالي مليوني شخص في جميع أنحاء العالم. أيضا يقي عنصر اليود من مشاكل النمو وتطور القدرات الذهنية. إضافة إلى ذلك يسبب نقص اليود مشاكل في الغدة الدرقية والتي من بينها مرض تضخم الغدة الدرقية المتوطن. يعتبر نقص اليود مشكلة صحية في العديد من البلدان والتي يمكن معالجتها ببساطة وبشكل غير مكلف بإضافة كميات صغيرة من عنصر اليود إلى ملح كلوريد الصوديوم.
اليود هو عنصر مغذي دقيق ومعدن مهم لصحة الإنسان وهو عنصر موجود طبيعيا في بعض الأغذية والموجودة خصوصا قرب السواحل البحرية؛ ولكن يندر وجوده في قشرة كوكب الأرض حيث يعتبر اليود من العناصر الثقيلة ( حيث أن كتلته الذرية هي الأعلى اللازمة لحياة الثدييات). ينقص توفر العناصر الكيميائية بشكل عام كلما زادت الكتلة الذرية حيث أن مستويات اليود تكون قليلة في التربة ولا يمتص من قبل الخضروات؛ لذلك السبب يكون من الضروري إضافة اليود اللازم لصحة الإنسان إلى ملح الطعام. يمكن أن يفقد الملح عنصر اليود عند تعرضه للهواء حيث يتأكسد أو يتحول بشكل مباشر إلى الهواء.